# 池田町立池田第一小学校
池田町立池田第一小学校（いけだちょうりつ いけだだいいちしょうがっこう）は、福井県今立郡池田町稲荷にあった公立小学校。

## 概要
- 池田町立池田小学校に統合したため廃校。現在、校舎は池田小学校になっている。

## 学校周辺
- 池田町役場
- 池田町図書館
- 福井県立武生高等学校池田分校